# Монтекио дела Поцангера
Монтекио дела Поцангера је насеље у Италији у округу Арецо, региону Тоскана.
Према процени из 2011. у насељу је живело 1301 становника. Насеље се налази на надморској висини од 282 м.